# Бонд, Джордж Филлипс
Джордж Фи́ллипс Бонд (англ. George Phillips Bond; 20 мая 1825, Дорчестер (Массачусетс) — 17 февраля 1865, Кембридж (Массачусетс)) — американский астроном. Сын американского астронома Уильяма Крэнч Бонда.

## Биография
В 1845 году получил учёную степень в Гарвардском университете и затем стал ассистентом своего отца в обсерватории. С 1859 года и до смерти в 1865 году являлся преемником своего отца на посту директора обсерватории Гарвардского университета. Его двоюродный брат Эдвард Синглтон Холден был первым директором Ликской обсерватории.
В 1848 году вместе с отцом обнаружил спутник Сатурна Гиперион. Был основателем фотографической фотометрии. Он, его отец и фотограф главного госпиталя Массачусетса Джон Адамс Уиппл сделали первую фотографию звезды. В ночь с 16 на 17 июля 1850 года был сделан снимок (дагерротип) Веги. Кроме того, Дж. Бонд обнаружил многие кометы и вычислил их орбиты. Он изучал планету Сатурн и туманность Ориона. В 1865 году Дж. Бонд был награждён Золотой медалью Королевского астрономического общества. Умер от туберкулёза.
- В честь Джорджа Бонда и его отца Уильяма назван астероид (767) Бондия, открытый в 1913 году.
- В честь Джорджа Бонда назван кратер на Луне.

## Публикации
- Zone catalogue of 4484 stars situated between 0 deg 20' and 0 deg 40' north declination observed during the years 1854-55. Annals of Harvard College Observatory 2 (1857) 2-2257
- Photographical Experiments on the Positions of Stars. Monthly Notices of the Royal Astronomical Society 17 (1857) 230.
- Observations of Comets and Planets made at the Observatory of Harward College Cambridge U. S. Astronomische Nachrichten 51 (1859) 273.
- On the relative brightness of the sun and moon, 1861.
- On the Spiral Structure of the Great Nebula of Orion. Monthly Notices of the Royal Astronomical Society 21 (1861) 203—207.
- Observations upon the Great Nebula of Orion. Annals of the Harvard College Observatory 5 (1867) 1-22.